# El Carrizal, Ajuchitlán del Progreso
El Carrizal är en ort i Mexiko.   Den ligger i kommunen Ajuchitlán del Progreso och delstaten Guerrero, i den södra delen av landet, 250 km sydväst om huvudstaden Mexico City. El Carrizal ligger 1 567 meter över havet och antalet invånare är 137.
Terrängen runt El Carrizal är bergig västerut, men österut är den kuperad. Runt El Carrizal är det ganska glesbefolkat, med 21 invånare per kvadratkilometer. Närmaste större samhälle är Los Fresnos de Puerto Rico, 19,0 km sydost om El Carrizal. I omgivningarna runt El Carrizal växer huvudsakligen savannskog.